# Murray Nossel
Murray Nossel (* 20. Juni 1961 in Johannesburg) ist ein südafrikanischer Psychologe, Dokumentarfilmer und Lehrer.

## Leben
Nossel machte sein Bachelor und Master in Psychologie an der University of the Witwatersrand. Nossel arbeitete als klinischer Psychologe in seinem Heimatland Südafrika. 1990 verließ Nossel Südafrika um Dramatiker zu werden. In den USA promovierte er von 1994 bis 2001 an der Columbia University, wo er am Department of Narrative Medicine lehrt.

## Karriere
Seit 1996 ist Nossel zusammen mit Paul Browde Co-Autor und Co-Darsteller der Storytelling-Performance Two Men Talking. Seit 2001 leitet Nossel Narativ, eine von ihm und Browde gegründete Firma, die eine spezielle Methodik entwickelt hat, um Einzelpersonen, Gruppen und Organisationen in den Fähigkeiten und der Kunst des Geschichtenerzählens auszubilden.  Für A Brooklyn Family Tale, das 2002 auf PBS ausgestrahlt wurde, erhielt er den Cine Golden Eagle. Für Why Can’t We Be a Family Again? wurde er 2003 für den Oscar und den Henry Hampton Prize nominiert. Sein Dokumentarfilm Paternal Instinct wurde auf sechs Festivals ausgezeichnet, darunter als Bester Dokumentarfilm und Bester Film. 2005 erhielt Nossel die Casey Medal for Meritorious Journalism.

## Filmographie
- 2002: Why Can’t We Be a Family Again?
- 2002: A Brooklyn Family Tale
- 2004: Independent Lens (1 Folge)
- 2004: Paternal Instinct